# ORP Błyskawica
El destructor ORP Błyskawica es un buque de guerra polaco, que desde 1975 se preserva como buque museo en Gdynia.

## Historia

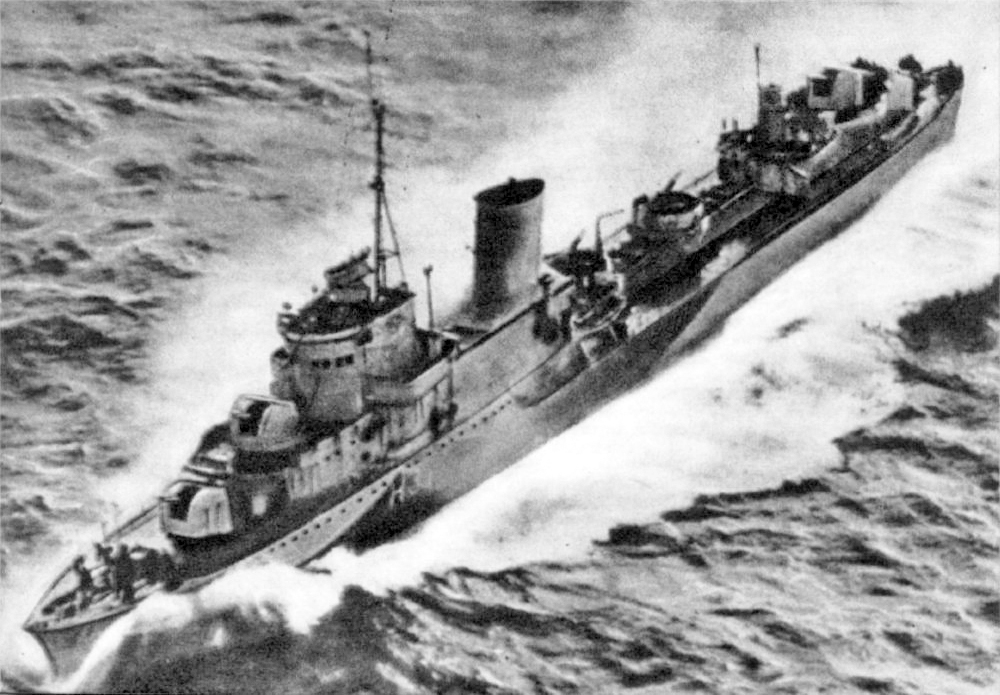
El Błyskawica en el océano Atlántico durante la Segunda Guerra Mundial.

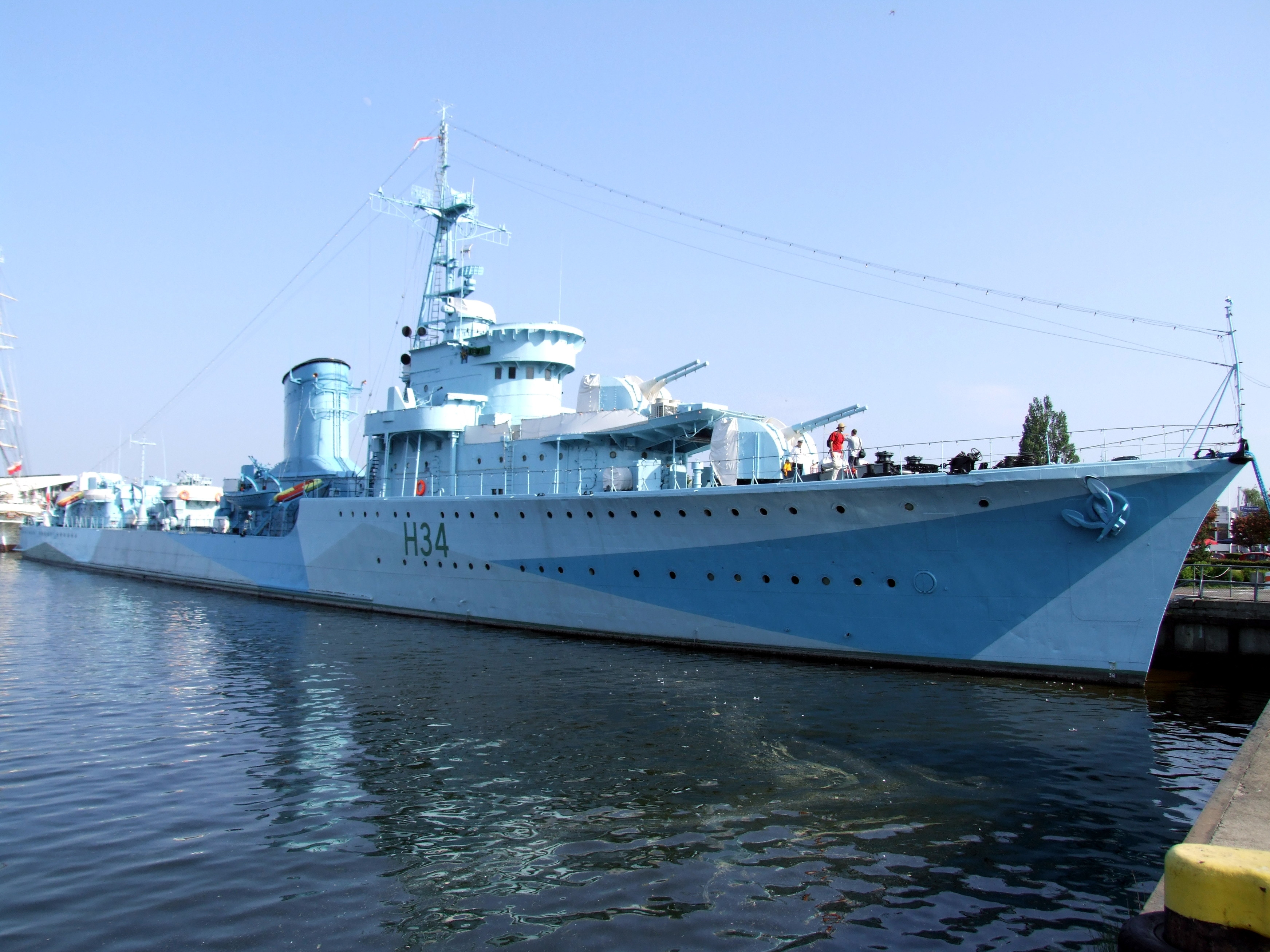
El ORP Błyskawica en Gdynia, con el camuflaje de los años 1941-1942, en el año 2007.

El ORP Błyskawica fue construido en el Reino Unido para la Armada de la República Polaca en los años 1935-1936. Tras su entrada en servicio -en esos tiempos era uno de los destructores más potentes del mundo-, se convirtió en el segundo y último destructor de la clase Grom. 
El 30 de agosto de 1939 el Błyskawica y dos otros destructores polacos - el ORP Grom y el ORP Burza - recibieron la orden de escapar a Reino Unido para evitar su destrucción por la Luftwaffe. Desde septiembre de 1939 luchó contra la Kriegsmarine con base en Plymouth, el 6 de septiembre tuvo su primer encuentro con un U-Boot de la Kriegsmarine.
La semana siguiente el ORP Błyskawica zarpó de Inglaterra como parte de la escolta de un convoy con armas y munición para Polonia que aún luchaba contra Alemania, pero a causa de los éxitos de la Wehrmacht ese convoy no llegó a su destino. En noviembre de 1939 el ORP Błyskawica fue atacado sin éxito con torpedos en el que fue el primer ataque con torpedos lanzados desde aviones en esa guerra. En mayo del año siguiente el destructor luchó cerca de la costa noruega, donde derribó dos aviones de Luftwaffe, y francesa donde participó en la operación Dinamo; y en septiembre atacó a un submarino alemán y probablemente lo hundió. Durante la guerra escoltó 83 convoyes y participó en 108 patrullas.
El 12 de noviembre de 1942 sufrió su ataque más grave en toda la guerra, cuando aviones alemanes infringieron al ORP Błyskawica  graves daños y mataron a 4 miembros de su tripulación.
Durante operación Overlord el ORP Błyskawica junto con siete otros destructores, incluido otro destructor polaco, el ORP Piorun luchó contra cuatro destructores alemanes de la clase Narvik y participó en el hundimiento de uno de ellos. En julio, en un combate contra un convoy alemán hundió junto con dos destructores aliados a dos buques y un destructor alemanes.
Después de la guerra, el 27 de noviembre de 1945, durante la operación Deadlight, durante el hundimiento de los submarinos alemanes que los aliados no necesitaron, el ORP Błyskawica fue el primer buque de guerra aliado que disparó contra los U-Boots.
En julio de 1947 volvió a Polonia, donde recibió nuevo armamento. 20 años después hubo una explosión en la cámara de máquinas  en la que siete miembros de la tripulación perecieron y el buque estuvo tan dañado que no era rentable el repararlo. Desde entonces el Błyskawica se convirtió en una batería estacionaria antiaérea.
Fue dado de baja en 1975, y se conserva como buque museo en la ciudad polaca de Gdynia. 
En julio de 2006, Błyskawica fue hermanado con el destructor canadiense HMCS Haida en una ceremonia en Gdynia. Ambos buques, sirvieron en la 10.ª flotilla de destructores durante la Segunda Guerra Mundial. En la ceremonia, estuvieron presentes antiguos miembros de las tripulaciones de ambos buques. En el año 2007, se realizó una ceremonia similar en Canadá con el HMCS Haida.

## Galería

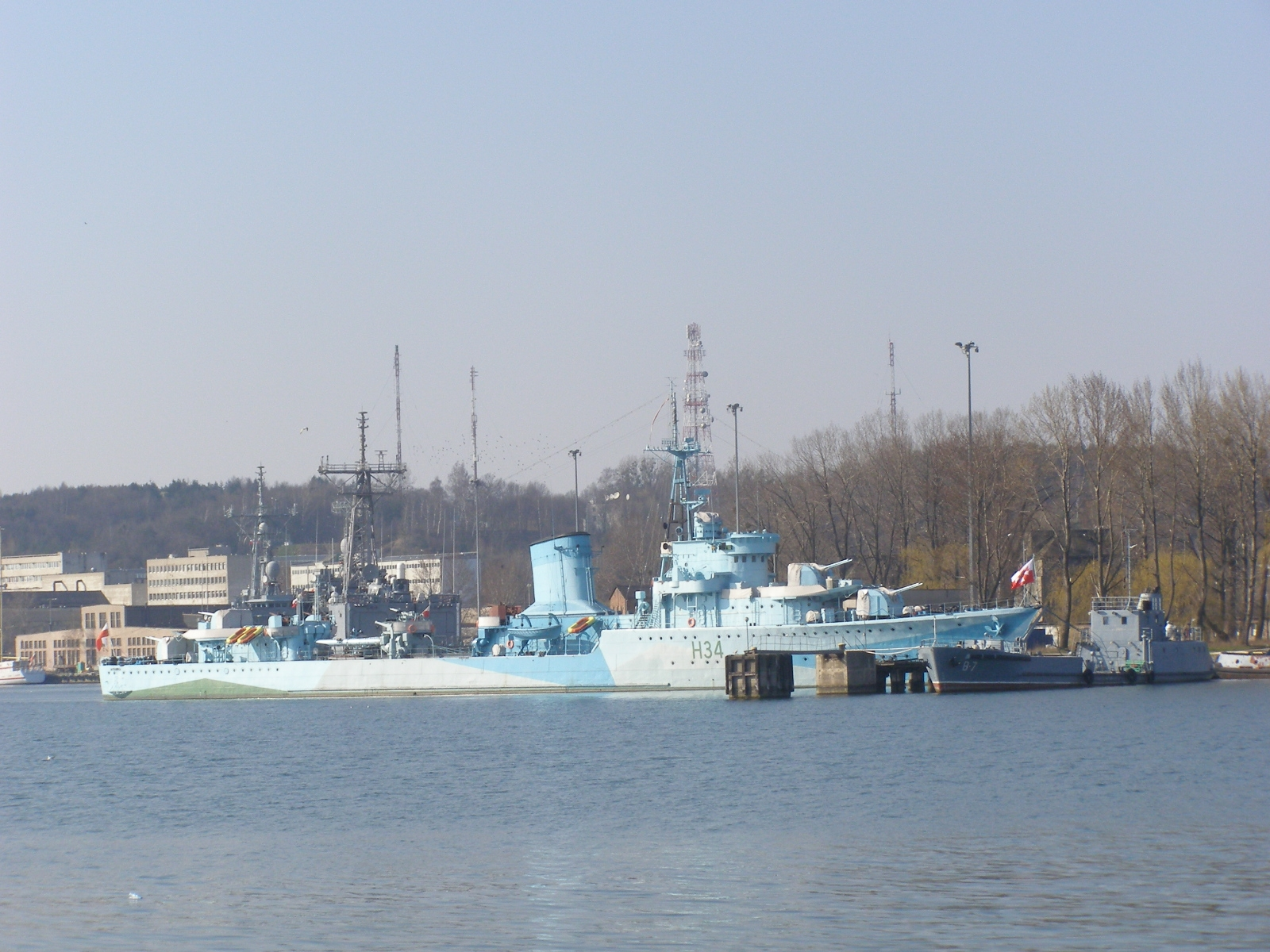
Vista de perfil
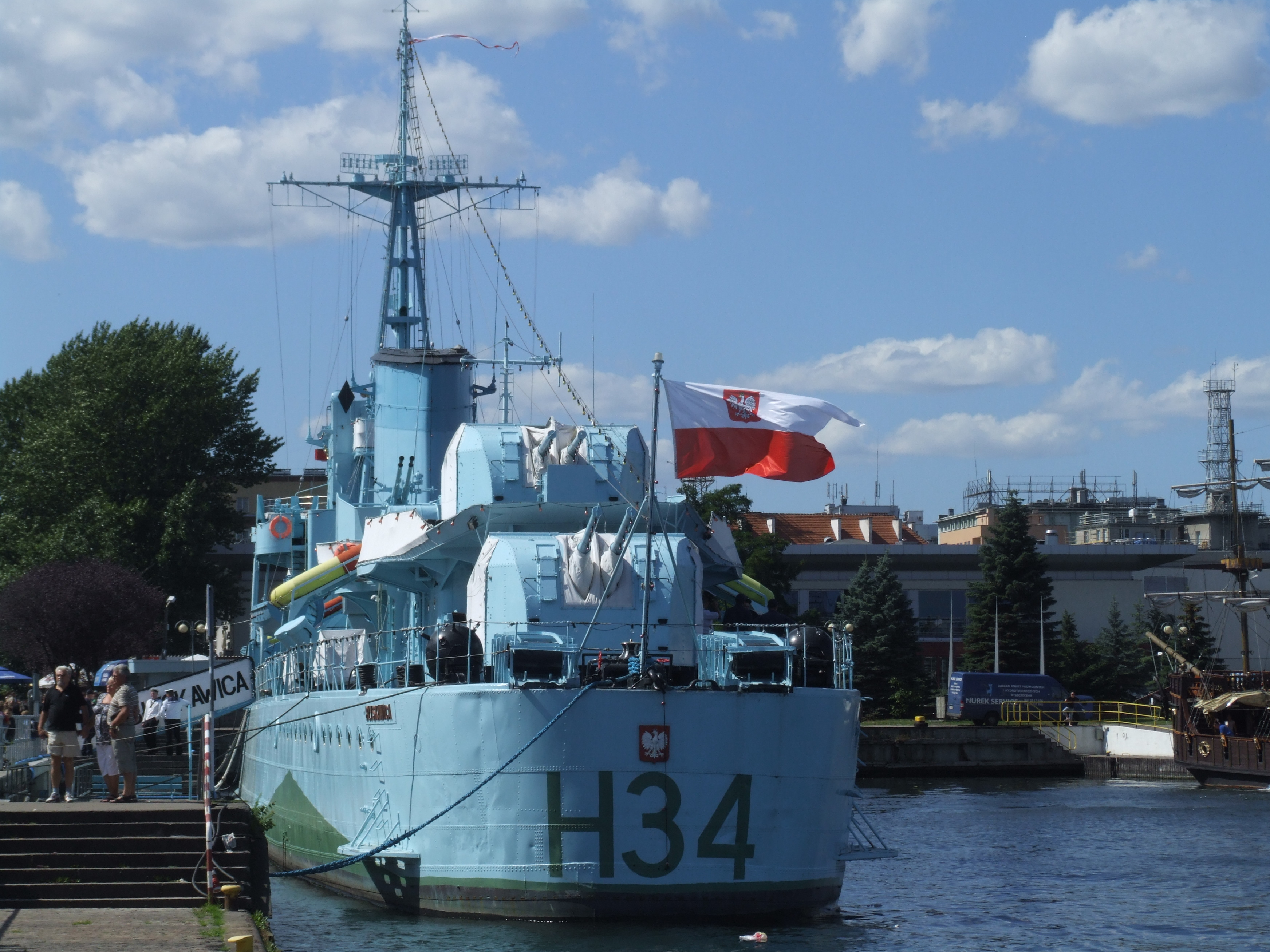
Vista de la popa
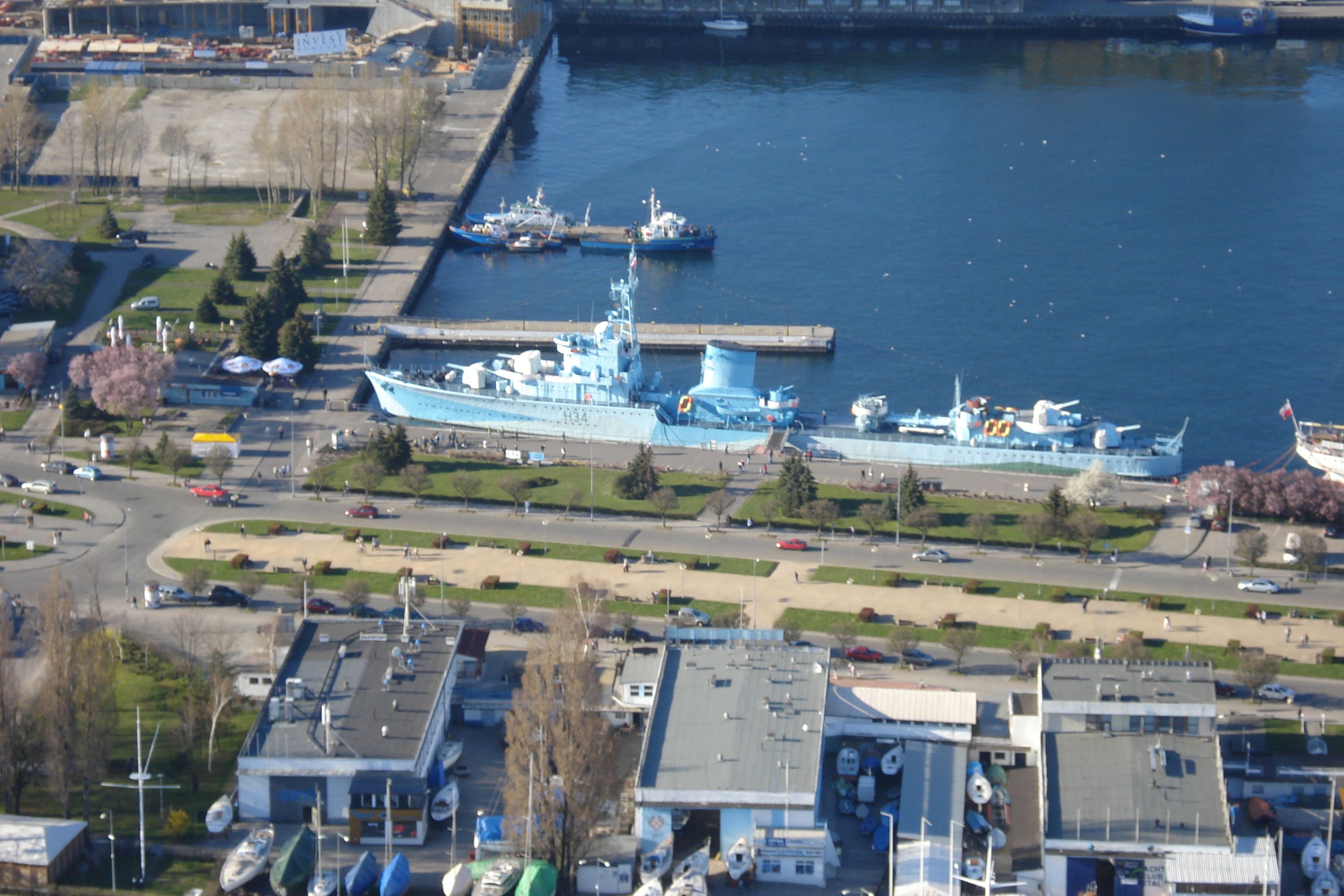
Vista aérea
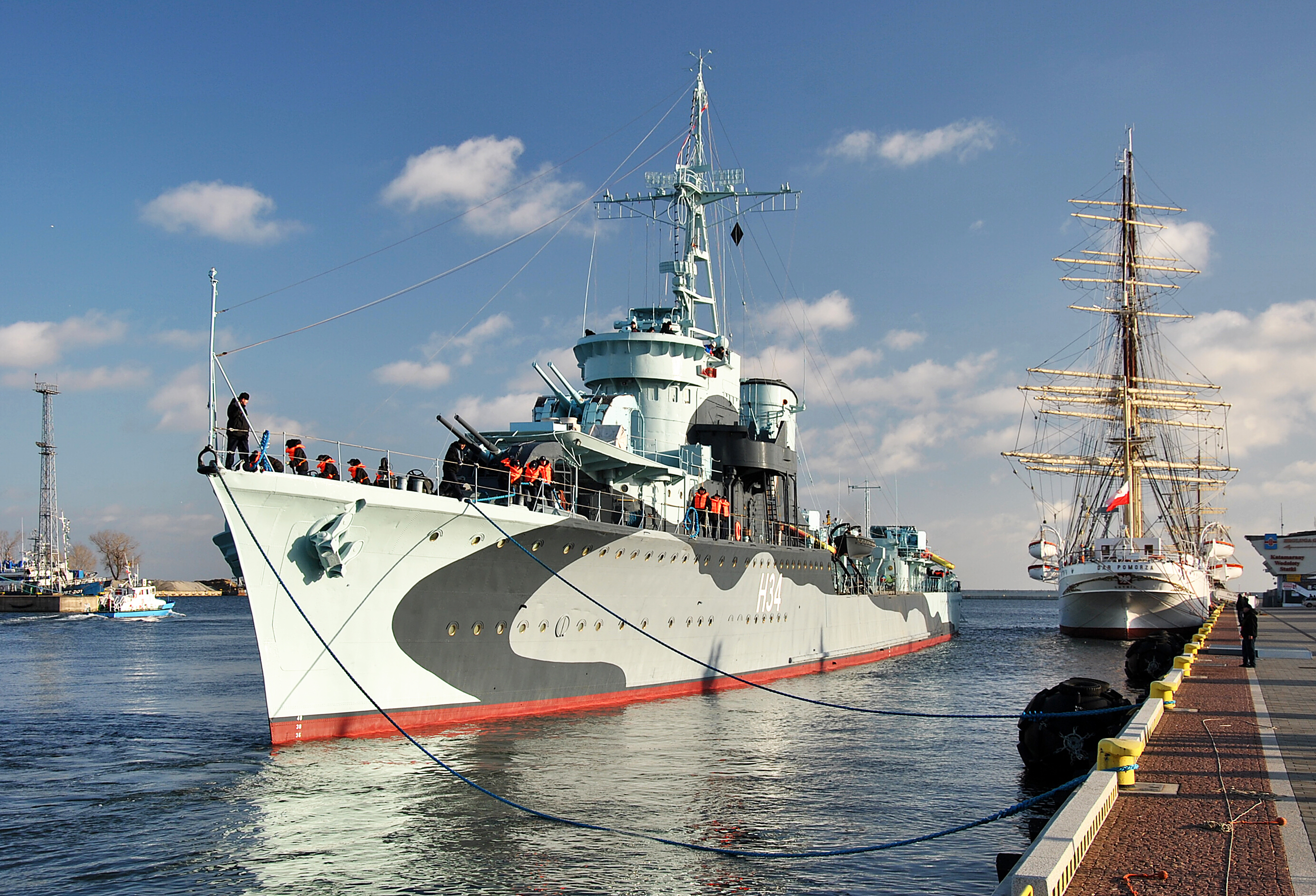
En el 2012